# پاریس در تب‌وتاب
پاریس در تب‌وتاب (انگلیسی: Paris When It Sizzles) فیلمی در ژانر کمدی رمانتیک به کارگردانی ریچارد کواین است که در سال ۱۹۶۴ منتشر شد.

## بازیگران
- ویلیام هولدن
- آدری هپبورن
- نوئل کوارد
- تونی کرتیس
- فرانک سیناترا
- گرگوار آسلان
- مارلنه دیتریش
- مل فرر
- دومینیک بوشرو
- اوی ماراندی